# Daviesia horrida
Daviesia horrida är en ärtväxtart som beskrevs av Meissner. Daviesia horrida ingår i släktet Daviesia, och familjen ärtväxter. Inga underarter finns listade i Catalogue of Life.

## Bildgalleri

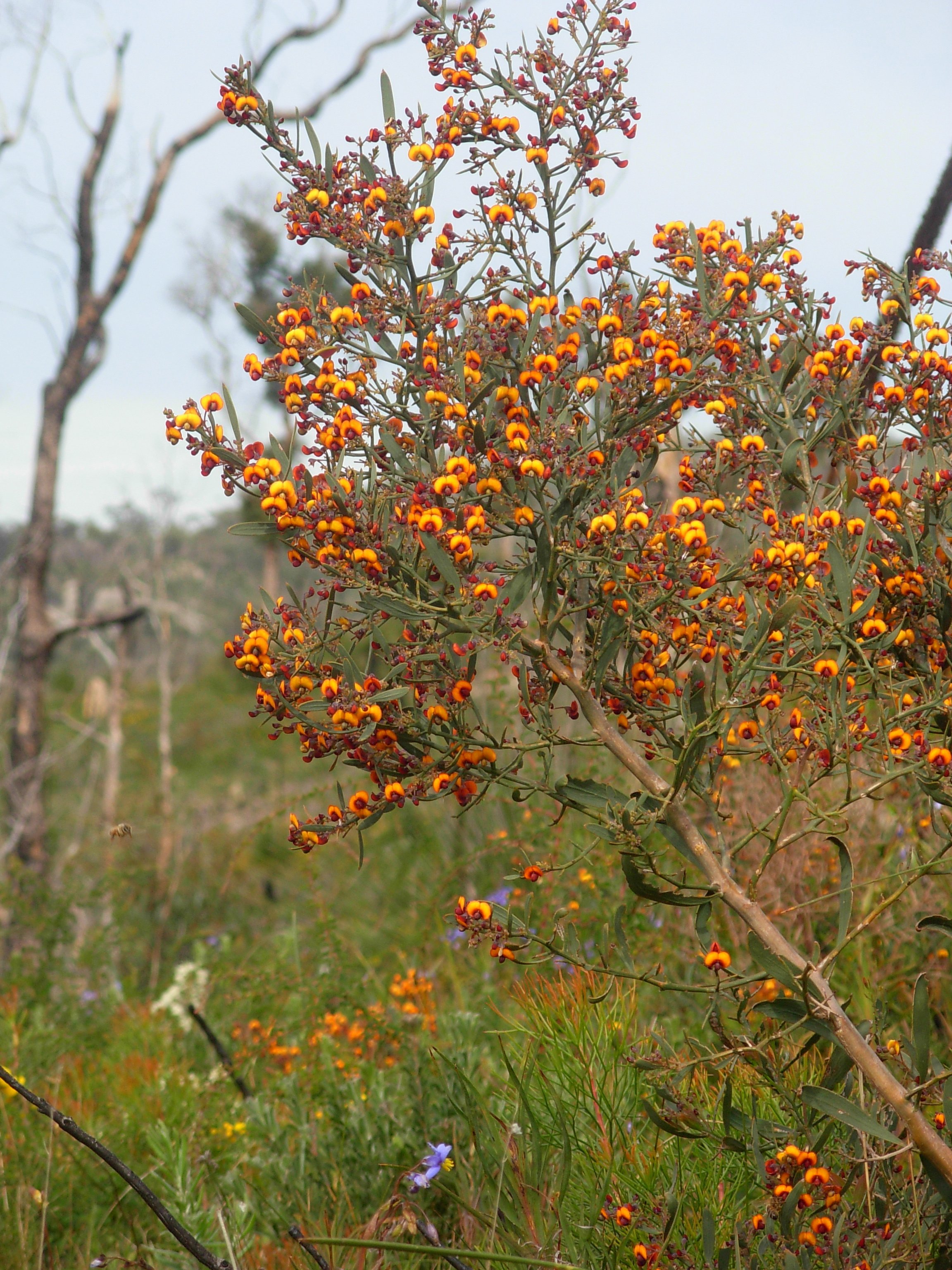
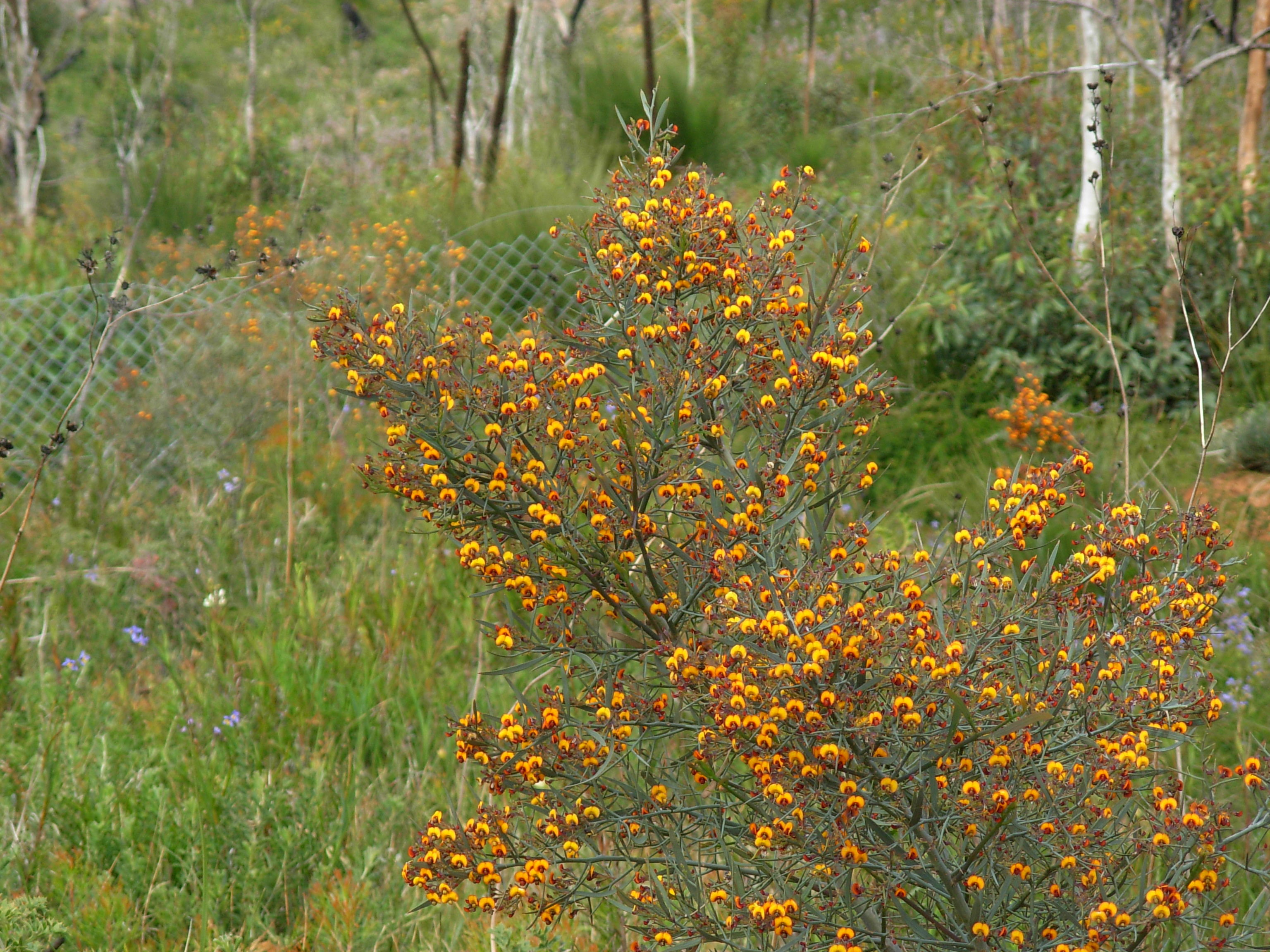